# Draba
Draba là chi thực vật có hoa trong họ Cải.